# Quer-durchs-Land-Ticket
Das Quer-durchs-Land-Ticket (QdL-Ticket) ist ein Fahrkarten-Sonderangebot, das bundesweite Fahrten in Zügen des Regionalverkehrs an einem beliebigen Wochentag ermöglicht. Es wurde 2009 von der DB Regio AG eingeführt und ist seit 2022 ein Angebot des Deutschlandtarifs.

## Entwicklung
Mit dem Schönes-Wochenende-Ticket (SWT) schuf die Deutsche Bahn 1995 erstmals ein spezielles Angebot ausschließlich für Züge des Nahverkehrs. Es war bundesweit nutzbar, galt aber nur am Wochenende. Einige Jahre später wurden die etwas günstigeren Ländertickets eingeführt, die aber jeweils nur für ein oder mehrere benachbarte Bundesländer ausgegeben werden. Das QdL-Ticket schloss die Lücke zwischen dem zwar bundesweit, aber nur am Wochenende gültigen SWT und den auch unter der Woche gültigen, aber regional begrenzten Ländertickets. Das QdL-Ticket wird aber nur in Nahverkehrszügen anerkannt, während das SWT und die Ländertickets auch in vielen Verbundverkehrsmitteln (Straßenbahnen, Bussen u. a.) galt bzw. gelten. Das QdL-Ticket war zunächst während einer Pilotphase vom 1. August 2009 bis zum 31. Januar 2010 erhältlich. Ab dem 13. Dezember 2010 bot die Deutsche Bahn es mit veränderten Konditionen wieder an.
Seit der Einführung des Deutschlandtarifs am 1. Januar 2022 ist nicht mehr die Deutsche Bahn, sondern der Deutschlandtarifverbund für das Quer-Durchs-Land-Ticket zuständig.

## Konditionen und Preise

### Gültigkeit
Das QdL-Ticket gilt deutschlandweit montags bis freitags an einem ausgewählten Tag ab 9 Uhr bis 3 Uhr des Folgetages und Samstag oder Sonntag, an bundeseinheitlichen Feiertagen sowie am 24. und 31. Dezember von 0 Uhr bis 3 Uhr des Folgetages in allen Nahverkehrszügen (RB, RE, IRE, MEX, FEX und S-Bahn) der DB und den Nahverkehrszügen anderer teilnehmender Eisenbahnen in der 2. Wagenklasse.

### Allgemeine Konditionen
Das Ticket kann maximal sechs Monate im Voraus gekauft werden, das Nutzungsdatum muss bereits beim Kauf festgelegt werden, ein Umtausch ist nicht möglich. Es berechtigt Einzelreisende sowie bis zu vier ggf. hinzu gebuchte Personen zu beliebig vielen gemeinsamen Fahrten mit Zügen des Nahverkehrs durch ganz Deutschland an dem gebuchten Tag. Reisende können beliebig oft die Fahrt unterbrechen oder umsteigen und so weit fahren, wie sie möchten. Das QdL-Ticket ist personenbezogen und nicht übertragbar. Es ist nur gültig, sofern die Vor- und Nachnamen aller Reisenden in den vorgesehenen Spalten auf der Fahrkarte mit Kugelschreiber eingetragen sind und dieses bei der Fahrkartenkontrolle in Verbindung mit gültigen amtlichen Lichtbildausweisen (Personalausweis oder Reisepass) vorgezeigt werden kann. Beim Kauf als Onlineticket müssen die Namen bei der Buchung angegeben werden.
Kinder mit einem Alter zwischen 6 und 14 Jahren zählen als erwachsene Person, eigene Kinder bzw. Enkelkinder bis 14 Jahre können ohne Anrechnung mitgenommen werden (dann gilt aber eine maximale Zahl von zwei Erwachsenen). Für Fahrräder ist grundsätzlich ein Fahrradticket für den Nahverkehr erforderlich. In Baden-Württemberg, Hessen, Rheinland-Pfalz, dem  Saarland, Sachsen-Anhalt und Thüringen ist die Mitnahme kostenlos. Für die Mitnahme von Hunden gilt eine Anrechnungsregelung auf die Teilnehmerzahl.

### Preis
Das Quer-durchs-Land-Ticket kostet derzeit (Stand Dezember 2024) 49 Euro für einen Reisenden, für jede weitere Person zusätzlich 10 Euro. Maximal können fünf Reisende mit einem Ticket fahren. Mit jeder mitreisenden Person sinkt somit der durchschnittliche Fahrpreis pro Person. Maximal drei Kinder von 6 bis einschließlich 14 Jahren können kostenfrei mitfahren.
| Anzahl Reisende | Preis 2009/10 (Testphase) | Preis 2011/12     | Preis 2013        | Preis 2014–2020   | Preis 2021        | Preis 2022        | Preis seit 2023   | Preis seit 2024 |
| --------------- | ------------------------- | ----------------- | ----------------- | ----------------- | ----------------- | ----------------- | ----------------- | --------------- |
| 1               | 34 €                      | 42 €              | 44 €              | 44 €              | 42 €              | 44 €              | 46 €              | 49 €            |
| 2               | 39 € (34+5)               | 48 € (42+6)       | 50 € (44+6)       | 52 € (44+8)       | 49 € (42+7)       | 51 € (44+7)       | 55 € (46+9)       | 59 € (49+10)    |
| 3               | 44 € (34+5+5)             | 54 € (42+6+6)     | 56 € (44+6+6)     | 60 € (44+8+8)     | 56 € (42+7+7)     | 58 € (44+7+7)     | 64 € (46+9+9)     | 69 € (49+20)    |
| 4               | 49 € (34+5+5+5)           | 60 € (42+6+6+6)   | 62 € (44+6+6+6)   | 68 € (44+8+8+8)   | 63 € (42+7+7+7)   | 65 € (44+7+7+7)   | 73 € (46+9+9+9)   | 79 € (49+30)    |
| 5               | 54 € (34+5+5+5+5)         | 66 € (42+6+6+6+6) | 68 € (44+6+6+6+6) | 76 € (44+8+8+8+8) | 70 € (42+7+7+7+7) | 72 € (44+7+7+7+7) | 82 € (46+9+9+9+9) | 89 € (49+40)    |

### Erhältlichkeit der Tickets
Das QdL-Ticket ist an stationären und mobilen Fahrkartenautomaten der DB, als Onlineticket über das Internet sowie in DB Service Stores zuschlagfrei erhältlich. Beim persönlichen Kauf in Reisezentren sowie Reisebüros mit DB-Lizenz fällt eine Bearbeitungsgebühr von 2 € an, unabhängig von der Zahl der Reisenden. Über die Servicehotline der DB kann es telefonisch bestellt werden, hier fällt eine Versandpauschale von derzeit 4,90 € an. Das QdL-Ticket ist ebenso an Fahrkartenautomaten der privaten Eisenbahnen in Deutschland erhältlich, die Mitglied im Tarifverband der Bundeseigenen und Nichtbundeseigenen Eisenbahnen in Deutschland (TBNE) sind. Unabhängig von der TBNE-Mitgliedschaft vertreiben auch einige Verkehrsunternehmen, die das QdL-Ticket in ihren Verkehrsmitteln anerkennen, selbiges.

## Kooperationen
Im Rahmen einer Werbeaktion wurde das QdL-Ticket im Zeitraum vom 4. Juni bis zum 14. Juli 2012 auch in allen Postbank Finanzcentern zu teilweise vergünstigten Preisen (42 Euro für ein oder zwei Personen, d. h. keine Ersparnis bei einem Fahrgast, 6 Euro Ersparnis bei zwei Fahrgästen, sowie für 48 Euro für drei bis fünf Personen, also mit einer Ersparnis von 6 bis 18 Euro) verkauft. Der mögliche Reisezeitraum lag vom 4. Juni bis zum 30. November 2012.